# Сосюра, Людмила Андреевна
Людмила Андреевна Сосю́ра (урождённая Костырко; род. 26 июня 1934 или 29 июня 1934, Нежин, СССР) — советская актриса театра и кино. Заслуженная артистка Украинской ССР (1984).

## Биография
Людмила Костырко родилась 29 июня 1934 года в городе Нежин Черниговской области.
В кино дебютировала в 1954 году. В 1955 году снялась в роли невесты Маруси в фильме «Максим Перепелица», в титрах которого указана под своей девичьей фамилией Костырко. Для Людмилы работа в этом фильме стала первой большой ролью.
В 1956 году окончила Киевский театральный институт им. И. К. Карпенко-Карого. Служила актрисой в Киевском академическом драматическом театре им. И. Франко с 1960 по 1965 годы, а в 1956—1960 годах и с 1965 года — актрисой киевской киностудии им. А. Довженко.
Неоднократно издавались открытки с изображением актрисы. В 1958 году тиражом 1750 экземпляров была выпущена открытка Горьковской типографией «Картонажник». Украинское отделение Бюро пропаганды советского киноискусства — Киевское издательство Укррекламфильм издавало открытки в 1961, 1963 (тираж 100 000), 1967 (тираж 100 000), 1975 (тираж 100 000), 1977 (тираж 100 000) годах.

## Фильмография
- 1954 — Назар Стодоля
- 1954 — Андриеш — эпизод
- 1955 — Максим Перепелица — Маруся, невеста Максима
- 1957 — Далекое и близкое — Мотря
- 1958 — Повесть наших дней — Вера
- 1958 — Первый парень — Одарка Кучерявая
- 1959 — Солдатка — Дуся
- 1960 — Макар Дубрава — Галя
- 1964 — Ключи от неба — жена Андреева
- 1965 — Бурьян — Лизавета
- 1965 — Хочу верить — Таня, сестра Алексея
- 1965 — Месяц май — студентка
- 1965 — Вниманию граждан и организаций
- 1966 — Два года над пропастью — Серафима
- 1967 — Туманность Андромеды — оператор станции распределения помещений
- 1970 — Путь к сердцу — Хоменко, врач-ординатор
- 1970 — Мир хижинам, война дворцам — София Галечко
- 1970 — В тридевятом царстве… — стюардесса
- 1971 — Где вы, рыцари? — Тищенко, лейтенант милиции
- 1972 — Длинная дорога в короткий день — стюардесса
- 1973 — Товарищ бригада — Анна, сестра Марины
- 1973 — Новоселье — Наташка
- 1973 — Не пройдёт и года… — Любовь Михайловна
- 1974 — Юркины рассветы — Ольга
- 1974 — Трудные этажи — Пшеничникова
- 1974 — Второе дыхание — Галина Карандина
- 1975 — Рождённая революцией. Шесть дней… — Елена (дочь Петровского)
- 1976 — Театр неизвестного актёра
- 1976 — Остров юности — мать Кати
- 1976 — Время — московское — женщина с ребёнком
- 1978 — Путь к Софии — Ольга
- 1978 — Неудобный человек
- 1978 — День первый, день последний — монтажница
- 1978 — Алтунин принимает решение — Авденина
- 1980 — Чёрная курица, или Подземные жители — Дарья Петровна
- 1982 — Семейное дело — Людвига Францевна
- 1982 — Преодоление — Урусова
- 1982 — Найди свой дом — Татьяна Михайловна
- 1983 — Петля — Софья Климентьевна
- 1983 — Водоворот — Настя
- 1984 — У призраков в плену — Степанида
- 1984 — Единица „с обманом“
- 1984 — Тепло студёной земли — Кручнова
- 1984 — Всё начинается с любви — Анна Павловна
- 1984 — Благие намерения — Запорожцева
- 1985 — Пароль знали двое — Анна Игнатьевна Урусова (княгиня, монахиня)
- 1985 — На крутизне — тетя Надя
- 1985 — Кармелюк — Анна Хойченко, помещица
- 1985 — Женихи (укр. Женихи) — Мария
- 1986 — Обвиняется свадьба
- 1986 — Счастлив, кто любил… — жена Кравцова
- 1988 — Помилуй и прости — жена начальника
- 1990 — Распад

### Озвучивание
- 1981 — Призрачное счастье

## Отзывы
Л. Сосюра … в 1955 году исполнила первую большую роль в картине А. Гранина «Максим Перепелица». Образ Марийки в «Максиме Перепелице» стал для молодой актрисы путёвкой в творческую жизнь. … Образы ярко свидетельствуют: любимая героиня — наша современница. Ей она отдаёт частицу своей души, мастерство и талант. Об этом говорят с экрана Марийка из «Максима Перепелицы», Мотря («Далекое и близкое»), Одарка («Первый парень»), Дуся («Солдатка»), Хоменко («Путь к сердцу»). Для каждого из этих образов актриса сумела найти характерный пластический и психологический рисунок. Невольно вспоминается роль Анны в фильме Т. Левчука «Два года над пропастью». Скупыми, сугубо пластическими чертами, подчёркиванием красноречивых деталей актриса убедительно передала ничтожество, внутреннюю пустоту предательницы, которая за кусок хлеба служит гитлеровцам, предавая свой народ и Отечество.
Оригинальный текст (укр.)Л. Сосюра 1954 року зіграла у фільмі я. Базепяна і С. Параджанова «Андрієш», а 1955 року виконала першу велику роль у картині А. Граніна «Максим Перепелиця». Образ Марійки в «Максимі Перепелиці» став для молодої актриси путівкою в творче життя. Лише одна вона знає, скільки було безсонних ночей переживань після кінопроб, скільки разів перед актором звичайно ставлять традиційне питання: ваш улюблений герой? Образи яскраво свідчать: улюблена героїня — наша сучасниця. Їй вона віддає частку своєї душі, майстерність і талант. Про це промовляють з екрану Марійка з «Максима Перепелиці», Мотря («Далеке й близьке»), Одарка («Перший хлопець»), Дуся («Солдатка»), Хоменко («Шлях до серця»). Для кожного з цих образів актриса зуміла знайти характерний пластичний і психологічний малюнок. Мимоволі згадується роль Ганни у фільмі Т. Левчука «Два роки над прірвою». Скупими, суто пластичними рисами, підкресленням красномовних деталей актриса переконливо передала нікчемність, внутрішню порожнечу запроданки, яка за окраєць хліба служить гітлерівцям, зраджуючи свій народ і вітчизну. 
— Владимир Чёрный, журнал «Новини кіноекрана», № 11, 1972

## Воспоминания
- Людмила Сосюра. «Образ жизни необыкновенного человека» (Глава из книги «Будем жить!»)

## Награды и признание
- 1984 — Заслуженная артистка Украинской ССР